# Voldemārs Irbe

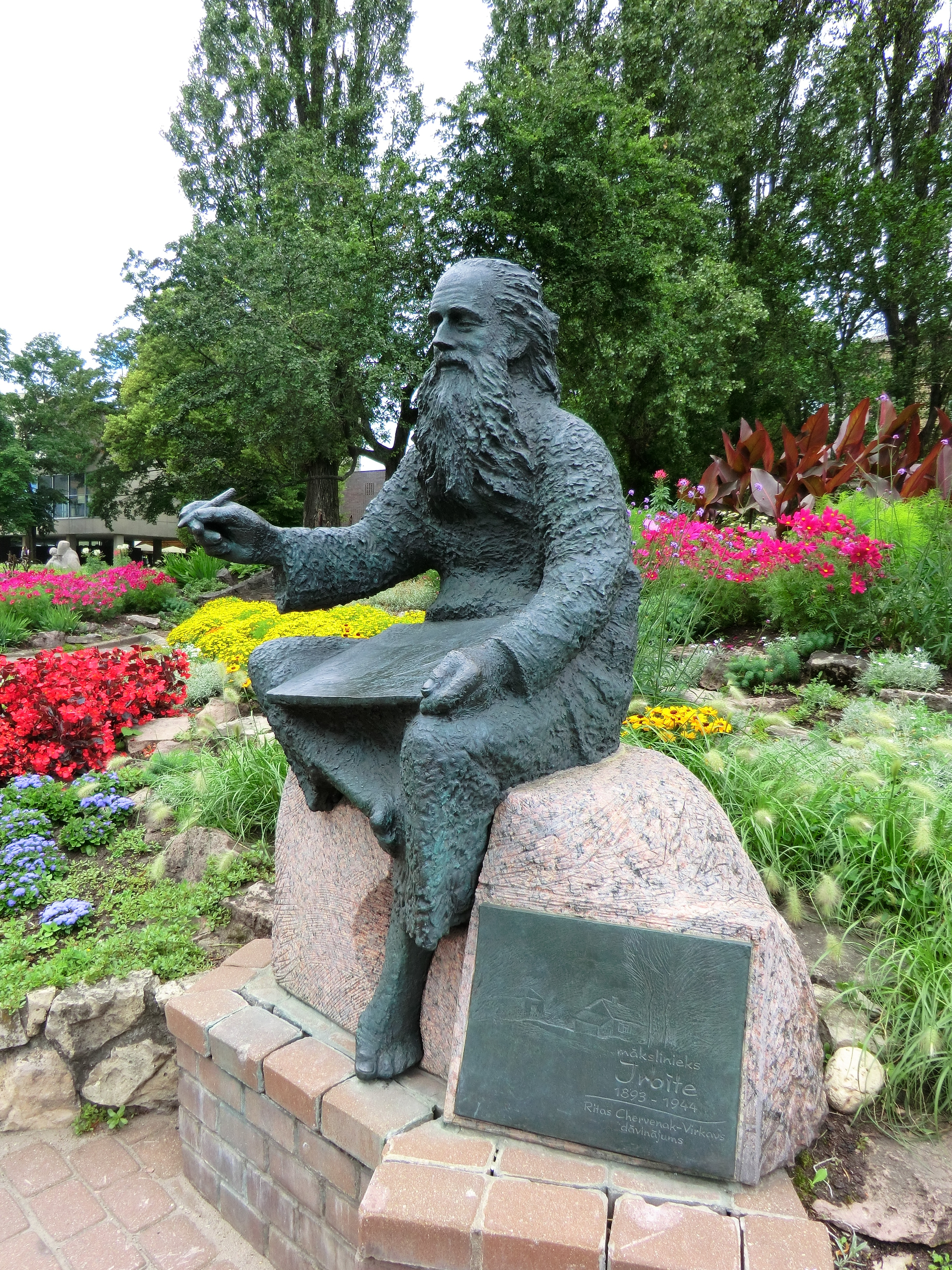
Statue in Riga

Voldemārs Irbe (* 13. November 1893 in der Nähe von Valka; † 10. Oktober 1944 in Riga) war ein lettischer Maler.

## Leben
Voldemārs Irbe lernte von 1908 bis 1911 in der Daiļkrāsotāju biedrības vakara skola (Rigas Abendschule für Kunst) und von 1911 bis 1913 am Kunststudio J. Madernieks.
Er befasste sich mit Motiven am Straßenrand, dem Arbeiterleben, Landschaften, Stillleben und Porträts. Sein bevorzugtes Material war Pastell. Er arbeitete gern von dunklem Untergrund aus.
In der Bevölkerung war Irbe als barfuß laufendes Original unter dem Kosenamen Irbīte / Irbiņš beliebt.